# Ichneutes microstigma
Ichneutes microstigma är en stekelart som beskrevs av Thomson 1895. Ichneutes microstigma ingår i släktet Ichneutes och familjen bracksteklar. Inga underarter finns listade i Catalogue of Life.